# Marco Sturm
Marco Johann Sturm (ur. 8 września 1978 w Dingolfing) – niemiecki hokeista, reprezentant Niemiec, trzykrotny olimpijczyk. Trener hokejowy.

## Kariera zawodnicza
- EV Landshut (1995-1997)
- San Jose Sharks (1997-2004)
- ERC Ingolstadt (2004-2005)
- San Jose Sharks (2005)
- Boston Bruins (2005-2010)
- Los Angeles Kings (2010-2011)
- Washington Capitals (2011)
- Vancouver Canucks (2011)
- Florida Panthers (2011-2012)
- Kölner Haie (2013)

Wychowanek klubu EV Dingolfing w rodzinnym mieście. Od 1995 przez dwa lata grał w EV Landshut w lidze DEL do 2006. W międzyczasie w drafcie NHL z 1996 został wybrany przez San Jose Sharks. Do USA wyjechał w 1997 i w barwach tej drużyny w NHL grał przez siedem niepełnych sezonów. Następnie przez pięć lat grał w Boston Bruins do 2010, a od 2010 do 2012 w czterech kolejnych zespołach tej ligi. Łącznie rozegrał w NHL 14 sezonów, w których wystąpił w 1006 spotkaniach, a w nich uzyskał 509 punktów za 251 goli i 258 asyst.
W 2013 powrócił do Niemiec i w lutym 2013 został zawodnikiem Kölner Haie. W kwietniu przedłużył kontrakt z tym klubem. Jest to drugi po San Jose klub w jego karierze mający w nazwie rekiny. W połowie 2013 zamierzał ponownie uzyskać angaż w NHL. Ostatecznie w styczniu 2014 zakończył karierę zawodniczą.
Był wielokrotnym reprezentantem Niemiec. Uczestniczył w turniejach mistrzostw świata w 1997 (Grupa A), 2001 (Elita), 2006 (Dywizja I), 2008 (Elita), Pucharu Świata 2004 oraz na zimowych igrzyskach olimpijskich 1998, 2002, 2010 (na turniejach MŚ 2008 i ZIO 2010 był kapitanem kadry).

## Kariera trenerska
Jako menedżer generalny juniorskiej reprezentacji Niemiec brał udział w turniejach mistrzostw świata juniorów do lat 20 edycji 2016, 2017, 2018. W lipcu 2015 został selekcjonerem i menedżerem generalnym seniorskiej reprezentacji Niemiec. Prowadził dorosłą kadrę Niemiec w turniejach mistrzostw świata edycji 2017 oraz zimowych igrzysk olimpijskich 2018.

## Sukcesy

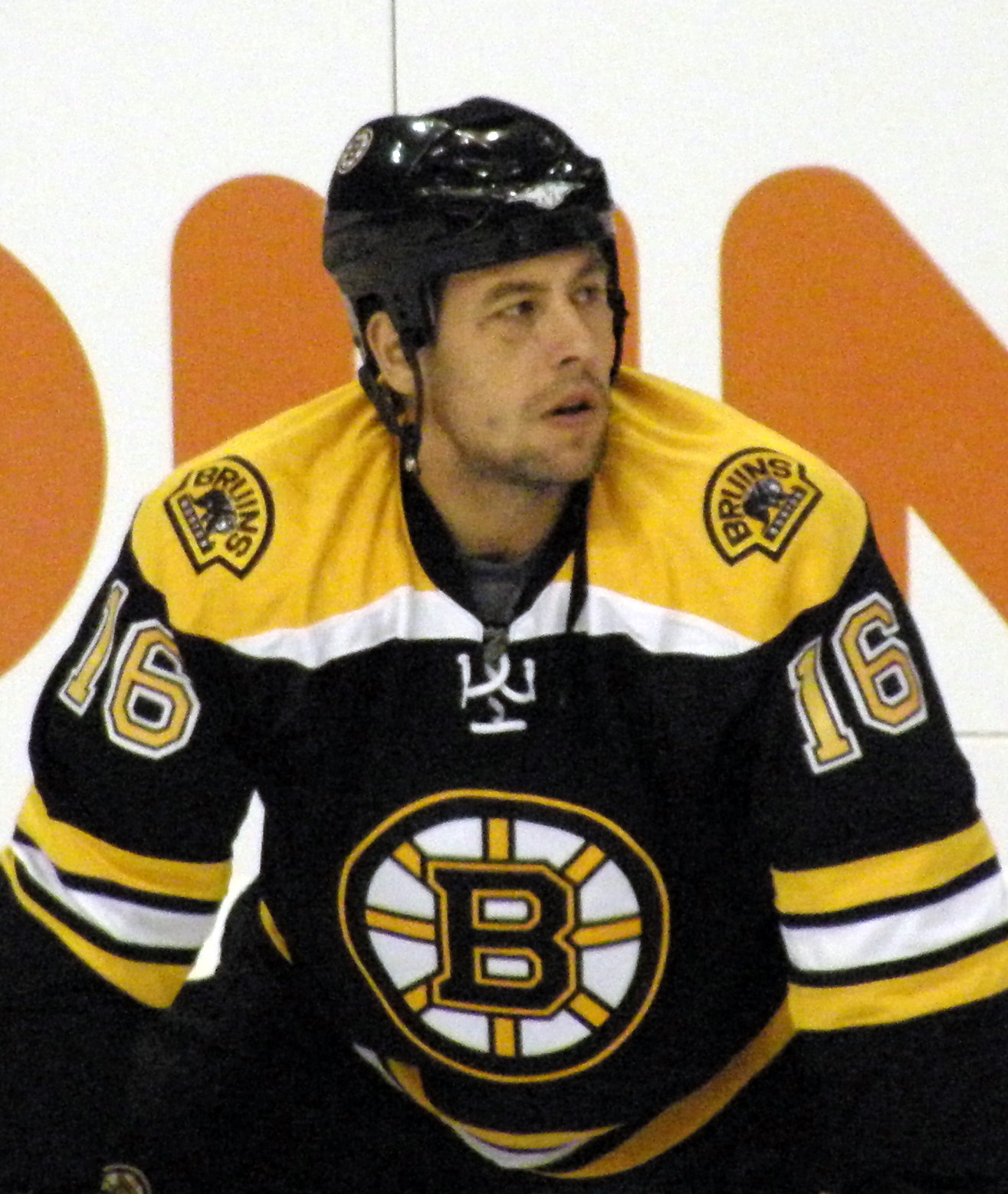
Marco Sturm w barwach Boston Bruins (2007)

Reprezentacyjne zawodnicze
- Srebrny medal mistrzostw Europy juniorów do lat 18: 1995
- Awans do MŚ Elity: 2006

Klubowe zawodnicze
- Puchar Niemiec: 2005 z ERC Ingolstadt
- Mistrzostwo dywizji NHL: 2002 z San Jose Sharks, 2009 z Boston Bruins, 2011 z Washington Capitals

Indywidualne zawodnicze
- Mistrzostwa Europy juniorów do lat 18 w hokeju na lodzie 1996:
  - Pierwsze miejsce w klasyfikacji strzelców turnieju: 5 goli
  - Pierwsze miejsce w klasyfikacji kanadyjskiej turnieju: 11 punktów
  - Skład gwiazd turnieju
  - Najlepszy napastnik turnieju[8]
- NHL (1997/1998): najlepszy pierwszoroczniak miesiąca - listopad 1998
- NHL (1998/1999): NHL All-Star Game
- DEL (2004/2005): Mecz Gwiazd DEL
- Mistrzostwa Świata w Hokeju na Lodzie 2008/Elita: jeden z trzech najlepszych zawodników reprezentacji

Wyróżnienie
- PlayStation „Sharks Rookie of the Year“ Award (nagroda dla najlepszego pierwszoroczniaka w drużynie San Jose Sharks: 1998

Reprezentacyjne szkoleniowe
- Srebrny medal zimowych igrzysk olimpijskich: 2018

## Działalność charytatywna
Prowadzi fundację sygnowaną jego nazwiskiem, wspierającą dzieci chorujące na raka. Ponadto sfinansował centrum lekarskie w rodzinnej miejscowości Dingolfing.